# Procoronis swinhoeiana
Procoronis swinhoeiana är en fjärilsart som beskrevs av Walsingham 1890. Procoronis swinhoeiana ingår i släktet Procoronis och familjen vecklare. Inga underarter finns listade i Catalogue of Life.